# Футболіст року (Болгарія)
Футболіст року Болгарії — болгарська футбольна нагорода. Її присуджують з 1961 року найкращому футболісту країни за підсумками року. Переможець визначається голосуванням серед журналістів провідних футбольних видань Болгарії — газет «Футбол» і «Старт».
До 1975 року премію присуджувало видання «Футбол». Згодом, на 23 наступних роки цю функцію перебрало на себе видання «Старт». Зараз ця нагорода є спільною.
Рекордсменом з отриманих нагород серед гравців є Дімітар Бербатов (7 нагород), серед клубів — Левскі (11 нагород)